# هنري جاي إم. بارنت
هنري جاي إم. بارنت هو طبيب كندي، ولد في 10 فبراير 1922 في نيوكاسل أبون تاين في المملكة المتحدة، وتوفي في 20 أكتوبر 2016 في تورونتو في كندا.